# Паломбаро
Паломбаро (італ. Palombaro) — муніципалітет в Італії, у регіоні Абруццо,  провінція К'єті.
Паломбаро розташоване на відстані близько 150 км на схід від Рима, 75 км на схід від Л'Аквіли, 27 км на південь від К'єті.
Населення — 1031 особа (2014).
Щорічний фестиваль відбувається 3 листопада. Покровитель — Madonna della Libera.

## Демографія
Населення за роками:

Станом на 1 січня 2023 року в муніципалітеті офіційно проживали 124 іноземці з 17 країн, серед них 30 громадян країн Євросоюзу та 3 громадяни України.

## Сусідні муніципалітети
- Казолі
- Чивітелла-Мессер-Раймондо
- Фара-Сан-Мартіно
- Гуардіагреле
- Пеннап'єдімонте